# Barus
Barus est une ville de Sumatra en Indonésie, et un district (kecamatan) du kabupaten de Tapanuli central de la province de Sumatra du Nord.
Elle est célèbre depuis l'antiquité pour la qualité de son camphre.

## Géographie

Emplacement de Barus dans le kabupaten de Tapanuli central

Barus se trouve au nord-ouest de la ville de Sibolga, en bord de mer, sur une baie orientée ouest-est, dans laquelle viennent se jeter deux rivières. La région constitue une plaine côtière bordée au nord par des collines et plus loin, la chaîne montagneuse des Bukit Barisan, qui atteint 1 000 mètres en cet endroit.

## Histoire
Barus est connu depuis longtemps comme port d'exportation du camphre (dont le nom est une corruption de l'arabe kafur, du malais kapur Barus ou "craie de Barus") et du benjoin (de l'arabe lubān jāwī ou "encens javanais"), attirant des marchands de la Chine au Moyen-Orient. Le géographe grec Ptolémée (90 - 168 apr. J.-C.) mentionne ainsi le nom de "Barousai".
Aux alentours de 250 apr. J.-C., des textes chinois parlent de Po-lu, identifié comme étant Barus. La présence d'un évêché chrétien de rite nestorien y est attestée, peut-être dès le VIIe siècle. En tout cas au XIIe siècle l'Arménien Abousahl y mentionne une église nestorienne.
Une chronique royale de Sumatra parle de naufragés indiens qui auraient fondé le port de Barus au VIIIe siècle. Non loin de Barus, on a trouvé une inscription en tamoul datée de 1088 attestant la présence d'une ligue de marchands tamouls. Dès fouilles entreprises en 1995 on révélé des sites datant des IXe – XIe siècles et des XIIIe – XIVe siècles.
Barus était également connu sous le nom de Fansur. Le Livre de Marco Polo écrit : « En ce royaume de Fansur croît le meilleur camphre du monde qui est appelés camphre Fansury et est si fin qu'il se vend (pour son) poids d'or fin. Ils n'ont point de froment, mais riz qu'ils mangent avec du lait et avec chair... Ils ont une manière d'arbres qui font de la farine, qui est moult bonne à manger. Ces arbres sont moult grands et moult gros et ils ont l'écorce moult fine et, dedans, ils sont moult pleins de farine. Et je vous dis encore que le dit messire Marco Polo qui vit tout cela, conta comment plusieurs fois ils eurent de cette farine et elle fut pétrie et le pain fut moult bon à manger. »
Barus est également mentionné dans liste des quelque cent "contrées tributaires" du royaume javanais de Majapahit énumérée dans le Nagarakertagama, un poème épique écrit en 1365 sous le règne du roi Hayam Wuruk.